# ジュディス・ロディン
ジュディス・ロディン（Judith Rodin、1944年9月9日 - ）は、アメリカ合衆国の篤志家。心理学者でもある。第12代ロックフェラー財団会長。1994年から2004年までは第7代ペンシルベニア大学学長を務め、アイビーリーグでは暫定ではない初めての女性学長となった。